# Helena Erbenová
Helena Erbenová nata Balatková (Jablonec nad Nisou, 6 febbraio 1979) è un'ex fondista e triatleta ceca.
È figlia di Helena Šikolová, a sua volta fondista di alto livello.

## Biografia
In Coppa del Mondo esordì il 13 dicembre 1997 in Val di Fiemme (101ª) e ottenne l'unico podio il 17 dicembre 2006 a La Clusaz (3ª).
In carriera prese parte a due edizioni dei Giochi olimpici invernali, Salt Lake City 2002 (41ª nella 15 km, 42ª nella sprint, 42ª nell'inseguimento, 4ª nella staffetta) e Torino 2006 (39ª nella 30 km, 29ª nell'inseguimento, 12ª nella sprint a squadre, 6ª nella staffetta), e a cinque dei Campionati mondiali (5ª nella staffetta a Sapporo 2007 il miglior risultato).

## Palmarès

### Coppa del Mondo
- Miglior piazzamento in classifica generale: 63ª nel 2007
- 1 podio (a squadre[2]):
  - 1 terzo posto